# Metodologia di misura
Il metodo di misurazione è l'insieme delle operazioni teoriche e pratiche, espresse in termini generali, a cui si ricorre nell'esecuzione di una particolare misurazione.
Misurare una grandezza, vuol dire trovare il rapporto fra questa ed un'altra omogenea ad essa, assunta come termine di confronto (cioè come unità di misura). Per effettuare una misurazione è necessario disporre di due elementi fondamentali:
- un sistema di misura, costituito da strumenti e attrezzature;
- una metodologia adatta al compito, che utilizzi al meglio i mezzi a disposizione e che soddisfi le richieste.

Diverso è il concetto di procedimento di misurazione, dove le specifiche operazioni pratiche vengono espresse in termini più particolareggiati.

## Tipologie metodologiche
Esistono moltissime metodologie, in quanto queste devono adattarsi ai vari fattori che costituiscono il problema della misura, esempio:
- grandezza misurata;
- tipologia di oggetto da misurare;
- principio di misurazione;
- strumentazione disponibile;
- precisione richiesta;
- controllo di parametri di contorno.

Una metodologia può però essere classificata usando una combinazione di un numero limitato di tipologie generali, esempio:
la misura di una lunghezza con un righello graduato, può essere definita una misura strumentale - diretta - per confronto.
Di seguito verranno elencate le principali, facendo riferimento a quanto definito nel VIM (Vocabolario Internazionale di Metrologia).

### Metodo diretto
Il metodo diretto è il metodo nel quale il valore del misurando è ottenuto leggendo direttamente la grandezza di interesse, confrontandola con un'altra della stessa specie, scelta come campione e rappresentante l'unità di misura (o un multiplo di essa).
Un semplice esempio di questa metodologia, è quella usata per la misura di una lunghezza con un righello graduato:
il righello (che rappresenta la grandezza di riferimento) viene accostato all'oggetto da misurare, confrontando la lunghezza di quest'ultimo (il misurando) con la scala graduata del righello, si ricava la misura.
Il metodo di misurazione resta diretto, anche se è necessario effettuare misure di grandezze d’influenza non omogenee alla grandezza del misurando. Esempio, nella determinazione della lunghezza di un oggetto metallico con un micrometro, potrebbe essere necessario misurare la temperatura dell'oggetto (con lo scopo di correggerne l'eventuale dilatazione); questo non modifica il fatto che il rilievo del valore del misurando avviene direttamente tramite il confronto di grandezze omogenee.

### Metodo indiretto
Il metodo indiretto è il metodo nel quale la misura è ottenuta leggendo una o più grandezze legate funzionalmente al valore del misurando, ma non omogenee alla grandezza d'interesse. Per poter utilizzare questo metodo è necessario conoscere preventivamente le relazioni che legano tra loro queste grandezze.
Alcuni esempi di misura con il metodo indiretto:
- misura della pressione tramite la misura dell'altezza di una colonna di liquido (es. barometro a mercurio);
- misura della temperatura tramite la misura di una resistenza elettrica (es. termometro a termoresistenza);
- misura del glucosio nel sangue tramite la misura della colorazione di cartine reagenti (es. glucometri).

Questo tipo di misurazione è ormai molto diffusa:
è infatti evidente che tutte le misure fatte con l'ausilio di trasduttori e altri sensori sono delle misure indirette; in particolare, quasi tutti trasformano il misurando in una grandezza elettrica (tipicamente una tensione) che poi viene letta e interpretata da uno strumento elettronico.
In senso stretto, quasi tutti gli odierni strumenti di misura, realizzati per misurare direttamente una grandezza, se smontati, rivelano di essere un sistema in cui l'elemento sensore opera una qualche trasformazione di grandezza, per poterne presentare in uscita una più facilmente leggibile. Generalmente però, nella classificazione tra diretta e indiretta, fa fede quale grandezza viene misurata dal singolo strumento preso nel suo complesso.

### Metodo strumentale
Il metodo strumentale è il metodo nel quale il valore del misurando si ottiene direttamente dal sistema di misura che viene applicato ad esso. Il valore viene letto immediatamente su una scala, un quadrante o un indicatore del sistema stesso. Nel caso più semplice il sistema è composto da un solo strumento.
Un esempio di questa metodologia è quella che si realizza misurando la pressione di un circuito con un manometro: 
il fluido presente nel circuito viene a contatto con la membrana del manometro e la pressione (il misurando) è direttamente leggibile sul quadrante dello stesso.
Questo metodo è il più semplice e il più rapido, ed ha il vantaggio di permettere di seguire l'andamento della grandezza nel tempo.

### Metodo per confronto
Il metodo per confronto è un metodo nel quale il misurando è confrontato simultaneamente con uno strumento che rappresenta una grandezza di valore noto. L'operazione di confronto può essere eseguita ad occhio nudo o con l'ausilio d'apposite attrezzature.
Un esempio di questa metodologia, è quella usata per la misura della massa di un oggetto tramite una bilancia a bracci:
l'oggetto viene poggiato su un piatto della bilancia (l'attrezzatura di confronto), sull'altro piatto vengono poggiati n-pesi campione (la grandezza nota) fino ad ottenerne l'equilibrio, la misura si ricava dal valore complessivo dei pesi campione usati.
Anche questo metodo si presenta relativamente semplice, abbastanza rapido e permette di verificare in tempo reale eventuali variazioni del valore del misurando. Inoltre, con opportune attrezzature di confronto, si possono ottenere risoluzioni molto elevate.
Nelle misure in cui si richiede maggiore precisione, va comunque posta attenzione all'installazione del sistema di misura, e in particolare dell'attrezzatura di confronto che ne costituisce l'elemento più critico. Un altro possibile problema si può riscontrare quando lo strumento che rappresenta la grandezza di riferimento (per la sua struttura o per il suo campo di misura) impedisce di seguire il campo di variazioni del misurando.

### Metodo per sostituzione
Il metodo per sostituzione è un metodo nel quale il misurando è sostituito con una grandezza della stessa natura di valore noto, scelta in modo che gli effetti su uno strumento indicatore siano gli stessi. Il valore del misurando sarà pari al valore della grandezza nota, quando questa darà la stessa lettura che si ottiene applicando il misurando sullo strumento indicatore.
Un esempio di questa metodologia, è quella usata per la misura di una massa usando come sistema di misura una serie di masse note e una bilancia dinamometrica:
il misurando viene poggiato sul piatto della bilancia (l'attrezzatura di confronto) leggendone il valore visualizzato, poi vengono poggiate n-masse campione (la grandezza nota) fino ad ottenerne la lettura precedentemente registrata, la misura si ricava dal valore complessivo dei pesi campione usati.
A causa del confronto non simultaneo, questo metodo, pur presentandosi relativamente semplice, è lento e non permette di verificare in tempo reale eventuali variazioni del misurando. È pertanto utile quando si è certi che il misurando non subisca variazioni durante l'esecuzione della misura.
In questa metodologia è particolarmente critica l'attrezzatura di confronto, che deve avere particolari doti di risoluzione e ripetibilità, mentre il vantaggio è che quest'ultima può avere carenze in stabilità e accuratezza.

### Metodo differenziale
Il metodo differenziale è un metodo nel quale il valore del misurando è determinato tramite un confronto con una grandezza di valore noto e poco differente dal valore del misurando, del quale si misura la differenza rispetto al riferimento. Il valore del misurando si ottiene dalla somma algebrica tra il valore nominale della grandezza di riferimento e la differenza misurata.
Un esempio di questa metodologia, è quella usata per la misura dell'altezza di un oggetto usando dei blocchetti pianparalleli e un comparatore:
il comparatore viene azzerato usando come riferimento un blocchetto pianparallelo con una dimensione nominale prossima all'altezza dell'oggetto da misurare, poi viene sostituito da quest'ultimo, la misura si ricava dalla differenza rilevata sul comparatore.
Per via della necessità di una preparazione preventiva, questo metodo si presenta relativamente complesso e lento, ma presenta due vantaggi:
- permette (entro un certo campo di misura) di seguire variazioni del misurando;
- permette di effettuare misure quando non si dispone di strumenti dotati di grandi campi di misura.

Per contro, la metodologia richiede che anche lo strumento usato per il confronto abbia adeguate doti di risoluzione, ripetibilità e accuratezza.

### Metodo di zero
Il metodo di zero (chiamato anche metodo di riduzione a zero) è il metodo nel quale il valore del misurando è ottenuto quando nel sistema di misura è stato raggiunto un equilibrio variando una o più grandezze di valore noto, collegate al misurando da una relazione anch'essa nota. Il valore si ricava applicando l'equazione che definisce la relazione (nel caso più semplice potrebbe essere un'equivalenza), alla grandezza nota che è stata variata.
Il misurando e le grandezze che vengono variate possono essere o non essere omogenee (cioè potrebbe trattarsi sia di una misura diretta che indiretta).
Un esempio classico di questa metodologia, è quella usata per la misura di una resistenza elettrica usando come sistema di misura un ponte di Wheatstone realizzato con dei resistori campione e un galvanometro ad alta sensibilità a zero centrale.
Le misure eseguite con questa metodologia sono meno rapide ma più precise, perché consentono di utilizzare la strumentazione nel loro migliore campo di misura (con migliore sensibilità e precisione); inoltre questa metodologia permette di eliminare alcuni errori derivanti da alterazioni/instabilità della strumentazione stessa. Per queste caratteristiche, è di solito usata nei laboratorio specializzati.

### Metodo secondo definizione
Il metodo secondo definizione è il metodo di misura nel quale il valore del misurando è ottenuto in accordo con la definizione stessa dell'unità di misura di tale grandezza.
Alcuni esempi di misura con il metodo fondamentale:
- misura del tempo tramite un orologio atomico al Cesio;
- misura di pressione tramite bilance di pressione.

## Norme e Procedure
Allo scopo di mantenere traccia di come vengono effettuate le misure, il metodo di misurazione viene codificato in termini generali, sotto forma di Norma, mentre i procedimenti particolareggiati vengono codificati sotto forma di Procedura.
La codificazione del metodo produce numerosi vantaggi:
- ripetere le misure senza dover ogni volta rianalizzare il problema;
- poter ripetere le misure alle stesse identiche condizioni;
- permette la rianalisi della metodologia a posteriori;
- permette a più parti di effettuare misure omogenee;
- definisce a priori i requisiti e gli obbiettivi.

## Taratura
Qualunque sia la metodologia scelta, perché si realizzino misure attendibili, il sistema va opportunamente tarato. La taratura permette essenzialmente:
- conoscere la precisione del sistema stesso (e di conseguenza della misura);
- disporre di fattori di correzione che permettono, in fase di postelaborazione, di correggere (e migliorare) la misura.